# Sandra Zidani
Pour les articles homonymes, voir Zidani (homonymie).
Sandra Zidani (ou Zidani), née à Bruxelles-ville, le 12 septembre 1968,  est une humoriste et comédienne belge.

## Biographie
Belge d’origine kabyle par son père, Sandra Zidani est historienne de l’art et possède une formation en histoire des religions.
Tout en effectuant une licence en histoire de l'art à l'Université libre de Bruxelles, elle prend des cours de peinture, de déclamation et d’art dramatique et suit des stages d’improvisation.
En 1993, elle monte son premier spectacle seule en scène "La petite comique de la famille".
De père algérien musulman et de mère belge catholique, elle devient en 1994 et pour les dix années suivantes, professeur de religion protestante. Cette expérience lui servira largement pour l’écriture de ses spectacles.
Parallèlement à sa licence en histoire de l'art à l'Université Libre de Bruxelles, Zidani se passionne pour le théâtre. Les dessins d'Antonin Artaud seront d'ailleurs l'objet de prédilection de son mémoire de fin d'études. Toutefois sa préoccupation première reste le comique qu'elle pratique assidûment depuis l'âge de neuf ans.
C’est donc tout naturellement que Zidani, ses études terminées, devint professeur de religion protestante (jusqu'en 2006) et humoriste.
Depuis, Zidani crée et enchaîne les one woman shows (Et ta sœur en 1999, Va t’en savoir en 2002, Journal intime d’un sex sans bol en 2004, Fabuleuse étoile en 2007, Zida Diva en 2008, Retour en Algérie en 2010, La rentrée d'Arlette en 2011, Zidani fait son cirque en 2013, Quiche Toujours en 2014, Arlette l'Ultime Combat en 2017), participe à plusieurs comédies musicales, et remporte de nombreux prix.
Outre ses créations personnelles, Zidani, passionnée par la chanson française, participe à plusieurs comédies musicales (Oliver Twist, au Cirque Royal, Les Belges dans l'espace au Full Moon).
En 1998, elle crée, à l'occasion de l'exposition universelle de Lisbonne, son premier faux tube Wallonia 2000 qui remportera un scandale dont elle est toujours très fière aujourd'hui.
On la retrouve également à la biennale de la Chanson Française dans le « Music Lab », sous la direction de Jean-Louis Daulne, en septembre 2000 aux Halles de Schaerbeek, ainsi que dans « Brel, un cabaret vers les étoiles », créé au Théâtre des Martyrs, en 2003, et enfin, en 2008, dans un tour de chant personnel avec « Zida diva ».
En octobre 2005, Zidani a reçu de la Ministre de la culture belge, Madame Fadila Laanan, un coq de cristal pour l’ensemble de son parcours artistique.
De septembre 2006 à 2008, on a pu la retrouver également dans le talk show, Cinquante Degrés Nord sur Arte Belgique.
Pour Zidani, très marquée par Coluche et les Restos du Cœur , la frontière entre humoriste et humaniste est très proche et c’est la raison pour laquelle, elle est « marraine » de Amnesty International depuis 2004, de la Fondation Roi Baudouin depuis 2007 (le Fonds de la Poste pour l’Alphabétisation) et tout récemment de l’ASBL, Les amis de sœur Emmanuelle .
En marge de ses activités théâtrales, Zidani est artiste peintre et a déjà plusieurs expositions à son actif.
Zidani est devenue, à Bruxelles, une artiste incontournable et ses spectacles font souvent salle comble.
Elle se fait connaître du grand public pour avoir en participé, de mars 2012 à juin 2014, à l'émission d'humour On n'demande qu'à en rire sur France 2 comme Cyril Etesse et Antonia de Rendinger. Elle obtient, le 25 janvier 2013 pour son quinzième passage (avec le sketch Enfermée dans un supermarché la nuit de la St Sylvestre), son meilleur score avec 97 points. Son sketch se termine sur une ovation debout du public, trois 20/20 et un 19/20 du jury, et un 18/20 du public du Moulin Rouge. Le 4 avril, dans un sketch sur les Restos du Cœur, elle donne comme chiffre de participants à la manifestation anti-mariage gay du 24 mars à Paris, celui de la police (300 000 contre 1 400 000 selon les organisateurs) ce qui lui vaut une prise de bec avec Jean-Luc Moreau, qui lui dit qu'elle est malhonnête intellectuellement, ce qu'elle réfute[réf. nécessaire].[pertinence contestée]

## Spectacles
- 1993 : La petite comique de la famille, de Zidani (n'est plus joué)
- 1998 : Mon légionnaire, de Zidani - mise en scène par Martine Willequet (n'est plus joué)
- 1999 : Et ta sœur !?, de Zidani et Patrick Chaboud - mise en scène par Patrick Chaboud
- 2002 : Va-t'en savoir !, de Zidani et Patrick Chaboud - mise en scène par Patrick Chaboud
- 2004 : Journal intime d’un sex sans bol, de Zidani et Patrick Chaboud - mise en scène de Zidani - prix du meilleur spectacle Bestof Bruxelles.
- 2007 : Fabuleuse étoile, de Zidani et Patrick Chaboud - mise en scène : réadaptation de Zidani et Patrick Chaboud (ancienne mise en scène de Margarete Jennes)
- 2008 : Zida Diva, de Zidani-Spectacle musical avec le groupe fortissimo
- 2009 : Moudawana Forever, de et avec Zidani et Ben Hamidou
- 2010 : Retour en Algérie, de Zidani création en Algérie, au théâtre régional de Béjaia
- 2011 : La rentrée d'Arlette, de Zidani et Patrick Chaboud - mise en scène de Zidani et Patrick Chaboud - direction artistique Gudule
- 2013 : Retour en Algérie /  de Zidani, version belge, prix du Public de la Sabam
- 2013 : Zidani fait son cirque au Cirque Royal de Bruxelles avec orchestre
- 2014 : Quiche Toujours créé au théâtre de Dix Heures à Paris et re-création en novembre 2017 à Bruxelles.
- 2017 : Arlette, l'ultime combat création en mars 2017 à Bruxelles, au Whalll
- 2020 : Mamie Georgette déconfine de et par Zidani, création juillet 2020
- 2020 : Les pingouins à l'aube de et par Zidani, création en octobre 2020 au Whalll mise en scène de Charlie Degotte.

## Radio
- 2012 : On n'est pas rentré !, La Première (radio belge)
- 2018 : " Ca fait du bien" Europe 1

## Émissions de télévision
- 2000 - 2001, : Les Coups d'humour, TF1
- 2003 : Les Coups d'humour, TF1
- 2005 - 2006 : Si c'était vous, RTL TVI
- 2006 : Va-t'en savoir !, La Deux
- 2006 - 2007 : Cinquante Degrés Nord, Arte Belgique, chroniqueuse
- 2008 : Et ta sœur !?, La Deux
- 2008 : Pliés en 4, France 4
- 2012 - 2014 : On n'demande qu'à en rire, France 2
- 2012 : Fashion Express, Star (Belgique)
- 2012 : Face à face (émission de télévision), RTL-TVI
- 2012 : Sans Chichis, La Deux
- 2013 : Signé Taloche, RTBF
- 2014 : Festival international du Voo rire au Forum de Liège, RTBF et Paris Première
- 2016 : La Rentrée d'Arlette" diffusion, Comedie+, La Deux

| 1 | Bientôt un label « Plage sans tabac »                                                                    | 8 mars 2012     | 62                      |
| 2 | Une femme raconte sa relation avec Kennedy                                                               | 20 mars 2012    | 60                      |
| 3 | Les femmes doivent calmer leur mec au volant                                                             | 3 avril 2012    | 59 (Repêchage)          |
| 4 | Un prof prêt à travailler plus                                                                           | 9 mai 2012      | 15/20 (Téléspectateurs) |
| 5 | Vacances pourries sous la pluie                                                                          | 19 juin 2012    | 70                      |
| 6 | Des grands airs de musique classique dans la pub (participation de Julie Villers et Rémy des Décaféinés) | 25 juillet 2012 | 88                      |

| 7       | Un psy face à un patient dangereux | 13 septembre 2012 | 84                                         |
| 8       | Une vieille dame restaure une toile de son église                                                                                      | 21 septembre 2012 | 65                                         |
| 9       | Un maire qui ne veut pas marier des gays                                                                                               | 17 octobre 2012   | 94                                         |
| 10      | Jean-Claude Van Damme inaugure sa statue à Anderlecht                                                                                  | 21 novembre 2012  | 96                                         |
| 11      | Comment choisir ses chiffres au Loto                                                                                                   | 26 novembre 2012  | 73                                         |
| 12      | Trouver des prénoms pour les oursons des Pyrénées                                                                                      | 6 décembre 2012   | 68                                         |
| 13      | Céline Dion était en France (participation de Cyril Etesse, Steeven & Christopher et Julie Villers)                                    | 20 décembre 2012  | 66                                         |
| 14      | Pour ou contre l'euthanasie | 14 janvier 2013   | 91                                         |
| 15      | Enfermée dans un supermarché la nuit de la St Sylvestre                                                                                | 25 janvier 2013   | 97                                         |
| 16      | Expulsée de l'immeuble à cause de son fils dealeur                                                                                     | 1er février 2013  | 86                                         |
| Prime 4 | La reine d'Angleterre tricote (participation d'Artus, Arnaud Tsamere, Julie Rattez et les danseuses de Sevy Vilette et Stéphane Jarny) | 9 février 2013    | 147/200 (Jury : 65 - Téléspectateurs : 82) |
| 17      | SOS pilules pour femmes inquiètes | 13 février 2013   | 73                                         |
| 18      | Hommage à Georgette Plana | 20 mars 2013      | 90                                         |
| 19      | Bénévole aux Restos du cœur | 4 avril 2013      | 75                                         |
| 20      | Des bébés échangés dans une clinique                                                                                                   | 10 avril 2013     | 89                                         |
| 21      | Pour ou contre le préservatif dans les collèges                                                                                        | 21 avril 2013     | 90                                         |
| Prime 5 | Faire le plan de table pour son mariage                                                                                                | 23 avril 2013     | 146/200 (Jury : 65 - Téléspectateurs : 81) |
| 22      | Une hôtesse pas comme les autres | 21 mai 2013       | 85                                         |
| 23      | Déconnecté d'internet par choix | 17 juin 2013      | 70                                         |
| 24      | C'est le moment du ménage de printemps (participation des Lascars gays, Johanna et Safia)                                              | 21 juin 2013      | 88                                         |
| 25      | Petit rat de l'Opéra | 27 juin 2013      | 67                                         |

| 26 | Les castings du métro reprennent                         | 9 avril 2014  | 91 |
| 27 | Une prime pour les profs qui en font plus                | 18 avril 2014 | 80 |
| 28 | Le come-back de Régine (participation de Chris et Kamel) | 24 avril 2014 | 69 |
| 29 | Haro sur les machos                                      | 16 mai 2014   | 66 |
| 30 | Tous à l'opéra (participation d'Artus)                   | 22 mai 2014   | 63 |
| 31 | Un requin blanc attaque un canot de sauvetage            | 25 juin 2014  | 73 |

Son record personnel est de 97/100.

## Filmographie

### Télévision
- 2015 : Pink Saphir de Philippe Solange : Raymonde Brouillon
- 2018 : Champion (série RTBF, saison 1) : Christine Despoote
- 2018 : Helvetica (série RTS) de Romain Graf : Consuelo
- 2020 : L'Agent immobilier (mini-série Arte France) d'Etgar Keret et Shira Geffen : la professeure d'anglais
- 2022 : Aspergirl, série télévisée de Lola Roqueplo : Mme Fraudin
- 2024 : Home, série télévisée de Joachim Weissman : Selma

### Cinéma
- 2003 : Un amour en kit de Philippe de Broca : la Flamande
- 2004 : Des plumes dans la tête de Thomas de Thier
- 2008 : JCVD de Mabrouk El Mechri : la Taxiwoman
- 2011 : Les Tribulations d'une caissière de Pierre Rambaldi : Mme Hammrouche
- 2015 : Le Grand Partage d'Alexandra Leclère : Madeleine
- 2016 : Tamara d'Alexandre Castagnetti : la professeure de SVT
- 2018 : Ma reum de Frédéric Quiring : Madame Boutboul
- 2021 : Entre la vie et la mort de Giordano Gederlini : la juge
- 2022 : Habib, la grande aventure de Benoît Mariage : la femme de ménage espagnole
- 2023 : Les Tortues de David Lambert : l'avocate Verlinden